# しまがはら行政サービス巡回車

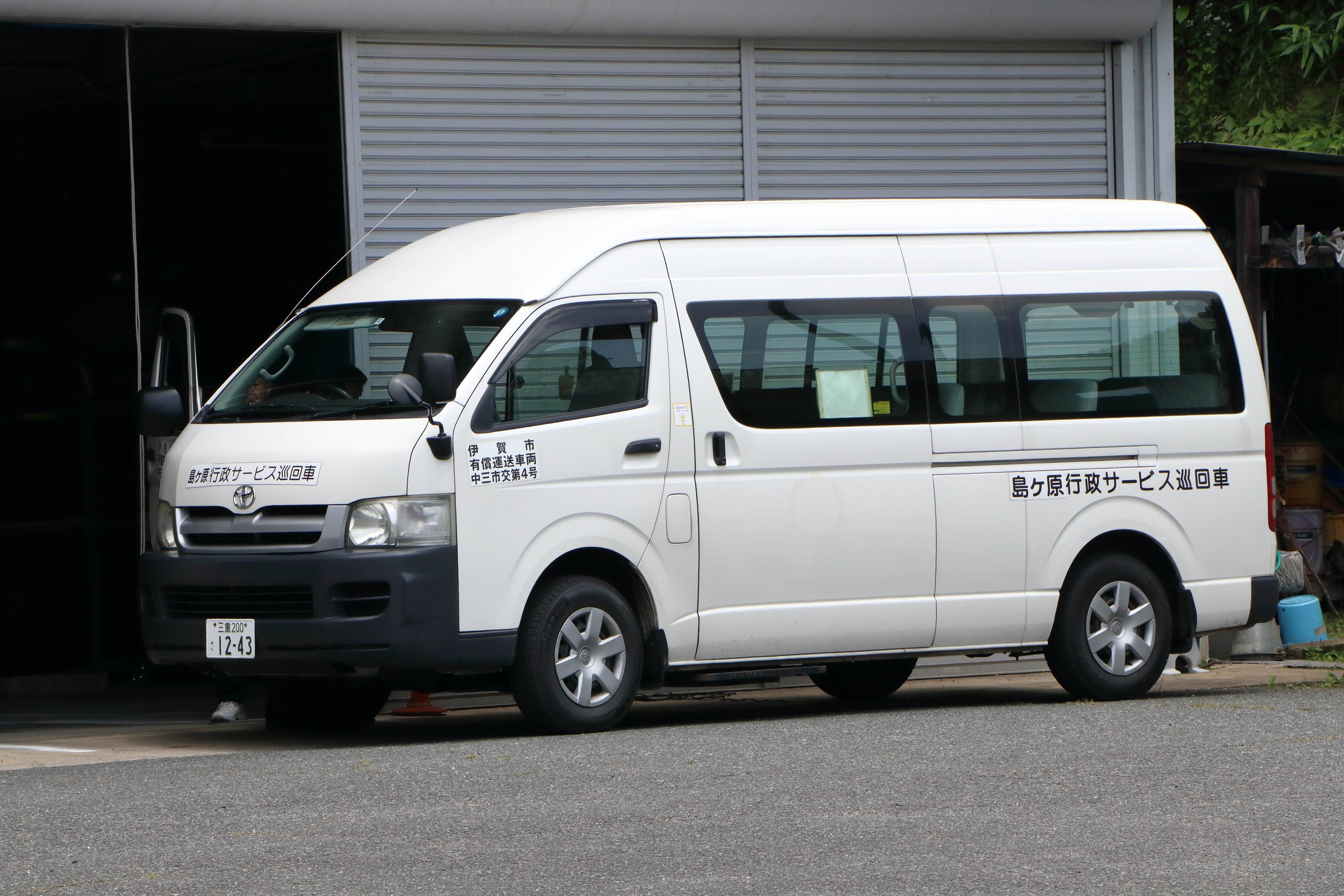
島ヶ原行政サービス巡回車（2023年6月、島ヶ原支所前にて）

しまがはら行政サービス巡回車（しまがはらぎょうせいサービスじゅんかいしゃ）は、三重県伊賀市の旧島ヶ原村を運行するコミュニティバスである。ここでは、デマンドバスの島ヶ原ぐるり号（しまがはらぐるりごう）の解説も行う。

## 概要
旧島ヶ原村の各地区を巡回運行するコミュニティバスであり、島ケ原駅（JR関西本線）を運行上の基点とする。2023年（令和5年）8月28日から「島ヶ原ぐるり号」（デマンドバス）の実証運行を開始したため、コミュニティバスの運行は1日1往復に減少した。

## 歴史
- 2005年（平成17年）1月11日：運行開始。
- 2023年（令和5年）8月28日：「島ヶ原ぐるり号」（デマンドバス）の実証運行を開始[2][3][4]。同日のダイヤ改正により、「しまがはら行政サービス巡回車」（コミュニティバス）の運行が1日1往復に減少する[1]。

## 運賃
しまがはら行政サービス巡回車
- 大人200円、小児（小学生）100円

※全区間共通。未就学児（幼児・乳児）は無料、障がい者は半額。
島ヶ原ぐるり号
- 島ヶ原地域内のみ
  - 大人200円、小児（小学生）100円
- 島ケ原駅 - 小田町
  - 大人500円、小児（小学生）250円
- 島ヶ原地域内 - 小田町
  - 大人700円、小児（小学生）350円

※全区間共通。未就学児（幼児・乳児）は半額。要事前登録。

## 路線

### しまがはら行政サービス巡回車
島ヶ原地域内を巡回運行するコミュニティバスであり、島ケ原駅で関西本線（JR西日本）の列車に乗り継ぐことができるように運行ダイヤが設定されている。しかし、2023年（令和5年）8月28日から「島ヶ原ぐるり号」の運行を開始したため、同日以降の運行本数は1日1往復のみに減少した。なお、土曜・日曜・祝日と年末年始（12月29日 - 翌年1月3日）は全便が運休する。
朝
- 島ヶ原支所前 → 山菅東 → 山菅西 → 島ヶ原駅 → 不見上管理事務所 → 島ヶ原駅 → 不見上北 → 不見上管理事務所 → 島ケ原駅 → 島ヶ原支所前

夕方
- 島ヶ原駅 ← 山菅西 ← 山菅東 ← 不見上管理事務所 ← 不見上北 ← 島ヶ原駅 ← 学校 ← 島ヶ原支所前

#### 備考
- かつては時間帯に応じて複数の経路を設けて運行し、昼に運行する便や季節ダイヤ（夏季・冬季）として運行する便もあった。

### 島ヶ原ぐるり号
島ヶ原地域内を運行する登録制デマンドバスとして2023年（令和5年）8月28日より実証運行を開始。伊賀市小田町方面へ直通する便（小田町ルート）も混在する。

#### 北ルート
- （マックスバリュ → コメリパワー → しもむら整形外科 → （この間無停車））島ケ原駅 → 正月堂前 → 奥村ポンプ庫前 → 井戸出橋 → 的場中央 → 的場入口 → 下垣内中央 → 木戸川 → 坂出 → 正月堂東 → 学校前 → 福祉センター → 島ヶ原支所 → 郵便局前 → 農協前 → 竹沢医院 → 島ケ原駅
- 島ケ原駅 → 正月堂前 → 奥村ポンプ庫前 → 井戸出橋 → 的場中央 → 的場入口 → 下垣内中央 → 木戸川 → 坂出 → 正月堂東 → 学校前 → 福祉センター → 島ヶ原支所 → 郵便局前 → 農協前 → 竹沢医院 → 島ケ原駅（ → （この間無停車） → しもむら整形外科 → コメリパワー → マックスバリュ）

備考（北ルート）
- 水曜のみ運行（※祝日となる場合は木曜に運行）。

#### 南ルート
- （マックスバリュ → コメリパワー → しもむら整形外科 → （この間無停車））島ケ原駅 → 川南 → 里の駅 → 斎場 → 川南区公民館 → 汚水処理所 → 不見上管理事務所 → 山菅東 → 山菅クラブ → 山菅西 → 山菅住宅 → 土山 → 町クラブ → 農協前 → 島ヶ原支所 → 旧役場 → 郵便局前 → 竹沢医院 → 島ケ原駅
- 島ケ原駅 → 川南 → 里の駅 → 斎場 → 川南区公民館 → 汚水処理所 → 不見上管理事務所 → 山菅東 → 山菅クラブ → 山菅西 → 山菅住宅 → 土山 → 町クラブ → 農協前 → 島ヶ原支所 → 旧役場 → 郵便局前 → 竹沢医院 → 島ケ原駅（ → （この間無停車） → しもむら整形外科  → コメリパワー → マックスバリュ）

備考（南ルート）
- 金曜のみ運行（※祝日となる場合は木曜に運行）。

## 車両
- トヨタ・ハイエース - 「島ヶ原ぐるり号」の運行を兼ねる。  - （※かつては日産・キャラバンが当路線の運行車両に充てられていた）